# Linares de Mora
Linares de Mora è un comune spagnolo di circa 300 abitanti situato nella comunità autonoma dell'Aragona.
In paese si può ammirare la Iglesia de la Inmaculada Concepción (Chiesa dell'Immacolata Concezione), dalle eleganti forme rinascimentali (XVI secolo) con all'interno un bel trittico della stessa epoca. Sono ben visibili i resti delle mura e di un castello di età medievale.
Il paese è rinomato per la produzione di prosciutti.